# Sân bay quốc tế Jinnah
Sân bay quốc tế Jinnah قاۂد اعظم بین الاقوامی ہوائی اڈہ Quaid-e-Azam International Airport (IATA: KHI, ICAO: OPKC) là một sân bay quốc tế tại thành phố Karachi, Sindh, Pakistan. Đây là sân bay lớn nhất Pakistan. Đây là căn cứ hoạt động chính của hãng hàng không quốc gia Pakistan Pakistan International Airlines, Shaheen Air International, và Airblue. Sân bay này được đặt tên theo Muhammad Ali Jinnah, người sáng lập và tổng thống đốc đầu tiên của Pakistan. 
Trong năm 2013, sân bay này đã phục vụ hơn 16.065.465 lượt hành (trung bình hàng ngày hơn 44.000 lượt hành khách) với 113.345 lượt chuyến bay.